# Duda (revista)
Duda, subtitulada lo increíble es la verdad, fue una revista de historietas, publicada por la mexicana editorial Posada a partir de 1971. Fue su mayor éxito.

## Características
En cada uno de sus números, que alcanzaban las treinta y cuatro páginas, presentaba un caso de misterio y parapsicología, tan de moda en aquellos años. Su editor Guillermo Mendizábal Lizalde explicaba en el editorial de su primer número:

Duda no es un cuadernillo de "ciencia ficción", sino una revista que pretende exponer al público, sin deformar los hechos, los misterios más sensacionales en el campo de las ciencias físicas o naturales; en el campo de la historia, en el campo de la antropología, en el de la biología, en el de la investigación espacial, en el de la arqueología, en el de la psicología.

La revista destacaba por ser de las pocas que escapaba de la censura imperante en México respecto al sexo, pues incluía desnudos.

## Trayectoria editorial
| Núm. | Título                                                 | Guionista     | Dibujante        | Publicación         |
| --- | ------------------------------------------------------ | ------------- | ---------------- | ------------------- |
| 1 | «Raptados por un platillo volador»                     | Tomás Doreste | Luis Chávez Peón | 10 de marzo de 1971 |
| Trama: Una pareja es raptada por un platillo volador y lo descubren gracias a hipnosis, fue el primer caso documentado de rapto extraterrestre |                                                        |               |                  |                     |
| 2 | «Edgar Cayce ¿Visionario o charlatán?»                 | Tomás Doreste | Luis Chávez Peón | 24 de marzo de 1971 |
| Trama: A Edgar Cayce se le atribuyen dar remedios milagrosos que dictaba su preparación mientras estaba dormido                                |                                                        |               |                  |                     |
| 3 | «Los monstruos extraterrestres de Cisco Grove»         | Tomás Doreste | Luis Chávez Peón | 7 de abril de 1971  |
| Trama:Narra sobre el encuentro de una persona "S" con extrañas criaturas provenientes del espacio                                              |                                                        |               |                  |                     |
| 4 | «El misterio de las catedrales góticas»                | Tomas Doreste | Luis Chávez Peón | 21 de abril de 1971 |
| Trama:Habla sobre el origen de los caballeros templarios y los extraños conocimientos que recibieron en Jerusalem                              |                                                        |               |                  |                     |
| 5 | «Las catedrales góticas, misterio que se va aclarando» | Tomás Doreste | Luis Chávez Peón | 5 de mayo de 1971   |
| Trama: Se cuenta de que construyeron varias iglesias sobre antiguos templos druidas de los galos, con antiguos conocimientos                   |                                                        |               |                  |                     |